# Ana Carolina Reston
Pour les articles homonymes, voir Ana Carolina.
Ana Carolina Reston Macan, née le 4 juin 1985, est une mannequin brésilienne d'origine libanaise. Elle est décédée le 15 novembre 2006 à la suite des conséquences de l'anorexie mentale.

## Biographie
Ana Carolina Reston est née dans une famille bourgeoise de Jundiaí, dans la banlieue de São Paulo. À l'âge de treize ans, elle commence sa carrière de mannequin après avoir remporté un concours de beauté dans sa ville natale. Elle est représentée par des agences tels que Ford ou Elite dans des pays comme la Chine, la Turquie, le Mexique et le Japon ; elle réalise des campagnes publicitaires prestigieuses pour des marques telles qu'Armani. 
En janvier 2004, Ana Carolina Reston fait son premier voyage outre-mer à Guangzhou, une ville chinoise. Tout en participant à un défilé, elle est informée qu'elle était « trop grosse », une critique, il a été dit, qui l'a conduit à son déclin dans l'anorexie mentale.  
Elle est hospitalisée à partir du 25 octobre 2006 pour mauvais fonctionnement des reins en raison de son anorexie, dû à son régime alimentaire composé uniquement de pommes et de tomates. Elle a alors un indice de masse corporelle d'environ 13,4, en dessous de la valeur de l'indice de 16 que l'Organisation mondiale de la santé considère comme la famine. Par la suite son état a empiré, ce qui a conduit à sa mort à l'âge de vingt-deux ans,. Ana Carolina Reston décède en novembre 2006. Au moment de sa mort, elle ne pèse que 40 kg pour 1,74 m. 
Ana Carolina Reston est la deuxième mannequin qui meurt à cause des complications de l'anorexie. La première est Luisel Ramos, 22 ans, mannequin d'Uruguay, qui a subi une crise cardiaque en août 2006 causée par un régime de trois mois exclusivement à base de laitue et de boisson light.
Ana Carolina Reston n'a aucun rapport avec le mouvement « Pro-ana » prônant l’anorexie, en dehors d'une homophonie.